# Терен-Кую
Терен-Кую (вариант названия Теренкуй, Москва) — упразднённый хутор в Ногайском районе Республики Дагестан. На момент упразднения входил в состав Ортатюбинского сельсовета. Упразднён в конце 1960-х годов.

## Географическое положение
Располагался в 6 км к югу от села Ортатюбе, у бывшего озера Теренкуй.

## Название
Название переводится как «глубокий колодец».

## История
Хутор Москва, по всей видимости, возник в начале 1920-х годов. По данным на 1926 год хутор состоял из 30 хозяйств. В административном отношении входил в состав Уй-Салганского сельсовета Кизлярского округа ДАССР. С 1928 года в составе Кара-Ногайского района. В годы Великой отечественной войны в Москве располагался штаб Кубанского гвардейского казачьего кавалерийского корпуса и военный госпиталь. Весной-летом 1942 года хутор был занят немецкими войсками. После войны хутор являлся отделением совхоза имени К. Маркса. Последний раз отмечен в 1966 году под названием Терен-Кую в составе Ортатюбинского сельсовета. В переписи 1970-го года уже не учитывался.

## Население
По данным Всесоюзной переписи населения 1926 года:
| № | Национальность | Число хозяйств | Численность, чел. | Доля |
| - | -------------- | -------------- | ----------------- | ---- |
| 1 | русские        | 28             | 150               | 93 % |
| 2 | ногайцы        | 2              | 11                | 7 %  |

## Достопримечательности
На месте бывшего хутора сохранилась братская могила советских солдат погибших в боях вблизи хутора и в госпитале.

## Известные уроженцы
- Месяцев, Александр Степанович (1911 год-1972 год) — сельскохозяйственный деятель, Герой Социалистического Труда.
- Панков Пётр Петрович (1941 гр) — генерал-майор авиации ВМФ (в отставке)